# Renato Villalta
Renato Villalta (Maserada sul Piave, 3 de fevereiro de 1955) é um ex-basquetebolista italiano que integrou a seleção italiana que conquistou a medalha de prata disputada nos XXII Jogos Olímpicos de Verão realizados em Moscou em 1980.